# Óxido de paládio(II)
Óxido de paládio(II) é o composto de fórmula química PdO.